# Radio ROKS
Radio ROKS — українська радіостанція, орієнтована на прихильників рок-музики. В ефірі переважає музика стилів рок і хеві-метал 80-х років.

## Історія[1][2][3][4]
24 березня 1992 року у київському радіоетері на частоті 70,4 МГц розпочало мовлення «Радіо РОКС Україна». 2 травня 1993 року радіостанція отримала частоту 104,0 МГц. На той момент вона здебільшого ретранслювала програми однойменної російської радіостанції, додаючи місцеві рекламно-інформаційні врізки (з невеликими перервами з осені 1992 року до 15 червня 1993 року).
У новорічну ніч 1993—1994 року радіо транслювало святкову програму, де проходив «Віденський бал». В день проведення парламентських виборів 27 березня 1994 року київська студія провела аналітичну програму про результати виборів. Після цього київські блоки стали регулярними — на частоті 70,4 МГц вони лунали трьома блоками — зранку, вдень та ввечері. Спочатку це були лінійні етери, а згодом додались програми за заявками та авторські програми. В той час на частоті 104,0 МГц лунала однойменна російська радіостанція.
Влітку 1994 року у «Радіо РОКС Україна» з'явилася третя частота — 100,9 МГц у Києві. Передавач, який був передбачений для мовлення на цій частоті, був встановлений на антенному полі «Лиса гора», проте прийом по Києву був поганим. Згодом з'явилася щоденна годинна програма «Радіо Рок Італії», на якому лунала виключно італійська музика (не тільки рок). На 100,9 МГц дублювалися всі ті київські програми, що виходили на 70,4 МГц.
В подальшому фірма «Лямін» планувала зробити всі три канали абсолютно самостійними радіостанціями. На хвилі 104,0 МГц планувалось випускати у рівних пропорціях київські та московські програми «Радіо РОКС». А частота 70,4 МГц мала б використовуватися для нових проєктів та ретрансляцій програм «Голосу Америки».
З 1995 року у «Радіо РОКС Україна» була відібрана і передана «MusicRadio» частота 70,4 МГц, згодом — 104,0 МГц, разом із ним з київського етеру зникли програми російської «Радіо РОКС», залишилась одна частота — 100,9 МГц.
З 13 вересня 1996 року радіостанція перейшла на 103,5 МГц. 28 жовтня 1996 року почала мовити на хвилі 67,7 МГц.
У грудні 1996 року з «Радіо РОКС Україна» пішов Олег Буренін, а на початку 1997 року — Оксана Сидоренко та Сергій Собуцький.
З 4 січня 1998 року радіостанція мовила у новому форматі, де практично на 100 % наповнення ефіру складала рок-музика, виходили програми, які не мали жодного відношення до року. Наприклад, програма про бардівську пісню «Гітара по колу», ретро-програма «Пам'ять серця» та програма романсів «Романс Холл». Радіостанцію залишив Серій Гаврилов, програмний директор. Замість нього ним став Юрій Нестеренко (DJ Joy), який працював на «Galaradio», «Supernova» та «Радіо Столиця».
За час відсутності радіостанції в етері з вечора 6 червня по 9 серпня (на 103,6 МГц) та 7 жовтня 1999 року (на 67,7 МГц), її залишив програмний директор Юрій Нестеренко. Змінився формат радіо — рок став легшим, а серед авторських програм з'явились суспільно-політичні. Також з 5 жовтня 1999 року «Радіо РОКС Україна» почало транслювати пленарні засідання Верховної Ради. Внаслідок цього, у 2003 році, в етері радіостанції з'явилися й інші немузичні програми виробництва «Громадського радіо».
У квітні 2008 року «Радіо РОКС Україна» розпочало трансляцію програм української служби «Радіо Свобода».
Восени 2008 року холдинг «ТАВР Медіа» стає власником «Радіо РОКС Україна». 12 листопада 2008 року радіостанція змінила формат на розважально-музичний. 14 квітня 2009 року «Радіо РОКС» отримав ліцензію на мовлення у Дніпропетровську, Запоріжжі, Черкасах, Тальному, Харкові й Охтирці.
16 квітня 2009 року, опівночі на частоті 103,6 МГц в Києві пролунала пісня Heaven Knows від Роберта Планта. Це був початок першої рóкової радіомережі, що називається «Радіо РОКС». Водночас радіостанція припинила трансляцію програм «Радіо Свобода» і розірвала угоду на трансляцію засідань Верховної Ради України.

## Ефір
Більшу частку ефіру займає музика. У 2009 році у вечірньому ефірі з'явився ді-джей, яким наразі є Ілля Ярема (до 2017 року — Сергій Зенін). На радіостанції є декілька програм. 2010 року після запуску ранкового розважального шоу «Камтугеза» популярність радіо зросла. Авторами і постійними ведучими шоу є Сергій Кузін і Соня Сотник. Програма в ефірі з сьомої до десятої ранку кожен будній день.
З 1 вересня 2014 року ранкове шоу «Камтугеза» розпочинається трансляцією рок-версії гімну України у виконанні Нікіти Рубченка.
В програмі є живе спілкування ведучих і слухачів. В рубриці «Жертва рока» слухач має змогу визначити рівень знань ведучого Сергія Кузіна щодо історії рок-музики та її героїв. В рубриці «Краш-тест» на розсуд слухача представляється «закрашений» відомий рок-хіт, який слухачеві необхідно відгадати.
Також в ефірі радіостанції є ще декілька авторських передач: «Рок-вікенд», — щопівгодини у вихідні транслюється пісня з певної тематики (історія та жанри рок-музики, рок-балади різних часів, кавери відомих рок-хітів, рок-версії поп-шлягерів), що супроводжується пізнавальними історіями про пісню чи явище, автор і ведучий — Руслан Півень; «Рок-цитата» — щогодини на радіо звучить цитата відомого рок-виконавця; «Рок-концерт» — кожні вихідні в суботу з 10:00 до 11:00 і з повтором у неділю з 20:00 до 21:00 в ефірі звучить концертний запис із коментарями ведучого Руслана Півня.
У липні 2014 року в ефірі радіостанції почала виходити рубрика «Бойовий привіт», в якій кожен охочий може передати слова підтримки та подяки бійцям в АТО. 29 вересня 2014 року розпочато трансляцію програми «Суть подій» зі Свиридом Опанасовичем.
Блок новин виходить в ефір щогодини, ведуча — Ксенія Владіна.
В ефірі здебільшого звучать англомовні композиції іноземних виконавців, третину ефіру займають україномовні пісні.

### Творчість
З початку 2011 року в ротації станції з'явилися перші пісні у спільному виконанні ведучих Сергія Кузіна та Соні Сотник «Если б не был я ди-джеем» та «Капец любви». 22 вересня 2011 року у столичному клубі «Бінго» Соня Сотник представила слухачам сольну концертну програму «Сонник № 1». До свого 50-ти річчя відзначився першим сольним концертом у Зеленому театрі і Сергій Кузін. У липні 2013 року в артпабі «Бочка» відбувся перший виступ гурту «Concrete Foundation», де вокалістом є Сергій Зенін.

## Програми
- Новий рок
- Рок-вікенд
- Рок-концерт
- Рок-н-рол живий
- Жива версія
- Made in Rock
- Рок-персона
- Рок-день
- Колекція шевронів

### Архівні
- Рок-цитата
- Революція гідності. Велика історія
- Зроблено в Україні
- Легенда Рока
- Домівка рокера
- Зубри українського рока
- Музика сильних
- Рок-хіти Незалежності
- Дякуємо Збройним Силам України
- Великі Ювіляри
- 100% українські пісні
- Рок-оборона
- Відповідальний бізнес
- Суть Собитій з Свиридом Опанасовичем
- Грузія очима ранкового шоу
- Рок-відродження
- Підтримай медика
- Легенди Карпат з Сонею Сотник
- Ідеальний дует
- Рок-подорож
- Сонін дім
- Люди і машини
- Тест-драйв Suzuki SX4
- Подорож одного дня
- Рок кумири. Характер лева

## Ведучі
- Сергій Кузін — один з найвідоміших радіоведучих в Україні. Крім цього, Сергій є генеральним директором «Радіо Байрактар», генеральним продюсером UMMG, провідним продюсером телепрограм, заслуженим журналістом України.
- Соня Сотник — радіоведуча. Крім пісенної кар'єри і успіху в програмі «Камтугеза», Соня працювала ді-джеєм, менеджером на радіостанціях, виконавчим продюсером групи «ТіК» і «Ляпис Трубецкой» в Україні.
- Ксенія Владіна є ведучою новин на Радіо Рокс. За освітою — журналіст.
- Ілля Ярема — веде вечірнє шоу на Радіо Рокс.
- Руслан Півень — веде програми «Рок-Вікенд» і «Рок-Концерт».
- Сергій Зенін — та людина, завдяки якій ми дізнаємося про новинки року.[6]

## Покриття
Станом на січень 2022 року мережа Радіо Рокс налічує 27 передавачів. В зоні впевненого прийому перебуває 83 міста України.

## Міста і частоти
- Київ — 103.6 FM

### Вінницька область
- Вінниця — 101.4 FM

### Волинська область
- Нововолинськ — 106.8 FM

### Дніпропетровська область
- Дніпро — 90.5 FM
- Кривий Ріг — 104.3 FM

### Донецька область
- Донецьк — 106.8 FM
- Краматорськ — 101.7 FM
- Маріуполь — 104.6 FM  — замінений на Радіо КП (Росія)
- Слов'янськ — 101.7 FM

### Житомирська область
- Житомир — 100.7 FM

### Запорізька область
- Запоріжжя — 100.8 FM

### Івано-Франківська область
- Івано-Франківськ — 100.9 FM

### Кіровоградська область
- Кропивницький — 101.9 FM

### Луганська область
- Луганськ — 100.4 FM

### Львівська область
- Львів — 89.1 FM

### Миколаївська область
- Миколаїв — 100.8 FM
- Первомайськ — 91.3 FM

### Одеська область
- Одеса — 90.2 FM

### Полтавська область
- Полтава — 107.8 FM
- Кременчук — 92.3 FM

### Сумська область
- Суми — 89.1 FM
- Охтирка — 100.2 FM

### Тернопільська область
- Тернопіль — 103.5 FM

### Харківська область
- Харків — 89.3 FM

### Херсонська область
- Херсон — 107.6 FM
- Олешки — 107.6 FM

### Хмельницька область
- Хмельницький — 107.1 FM
- Кам'янець-Подільський — 92.9 FM

### Черкаська область
- Черкаси — 102.4 FM

### Чернігівська область
- Чернігів — 107.7 FM
- Ніжин — 96.2 FM

### Автономна республіка Крим
- Сімферополь — 91.9 FM  — замінений на Радіо Maximum (Росія)
- Євпаторія — 105.9 FM  — замінений на Авторадіо (Росія)

### Сторінки в соцмережах
- RadioROKS у соцмережі «Facebook»
- Radio ROKS  у соцмережі «Instagram»
- Канал Radio ROKS на YouTube
- RadioROKS у месенджері «Telegram»